# NGC 6119
NGC 6119 ist eine 15,3 mag helle Spiralgalaxie vom Hubble-Typ Sc im Sternbild Nördliche Krone. Sie ist schätzungsweise 417 Millionen Lichtjahre von der Milchstraße entfernt und hat einen Durchmesser von etwa 85.000 Lichtjahren.
Im selben Himmelsareal befinden sich die Galaxien NGC 6117, NGC 6120, NGC 6122, NGC 6129.
Das Objekt wurde am 27. April 1827 von John Herschel entdeckt.